# Łęgi (powiat świdwiński)
Łęgi (niem. Langen) – wieś w Polsce położona w województwie zachodniopomorskim, w powiecie świdwińskim, w gminie Połczyn-Zdrój. W 2011 roku liczba mieszkańców we wsi Łęgi wynosiła 295.